# استیگ شولین
استیگ شولین (انگلیسی: Stig Sjölin؛ ۲۱ دسامبر ۱۹۲۸ – ۹ ژانویه ۱۹۹۵ (aged 66)) ورزشکار بوکس اهل سوئد بود.
وی در مسابقات کشوری و بین‌المللی در مجموع برندهٔ ۱ مدال طلا، ۲ مدال نقره، ۲ مدال برنز شده‌است.